# اچ‌ام‌اس گوشاوک (۱۹۱۱)
اچ‌ ام‌ اس گوشاوک (۱۹۱۱) (به انگلیسی: HMS Goshawk (1911)) یک کشتی بود که طول آن ۷۵ متر (۲۴۶ فوت) بود. این کشتی در سال ۱۹۱۱ ساخته شد.